# Кардон, Керстин
Керстин Кардон (швед. Kerstin Cardon, полное имя Kristina (Kerstin) Mathilda Cardon; 1843—1924) — шведская художница-портретист.

## Биография
Родилась 17 августа 1843 года в Стокгольме в семье литографа Йохана Кардона (1802–1878) и его жены Бритты Сундберг (Britta Kristina Sundberg, 1812–1894).

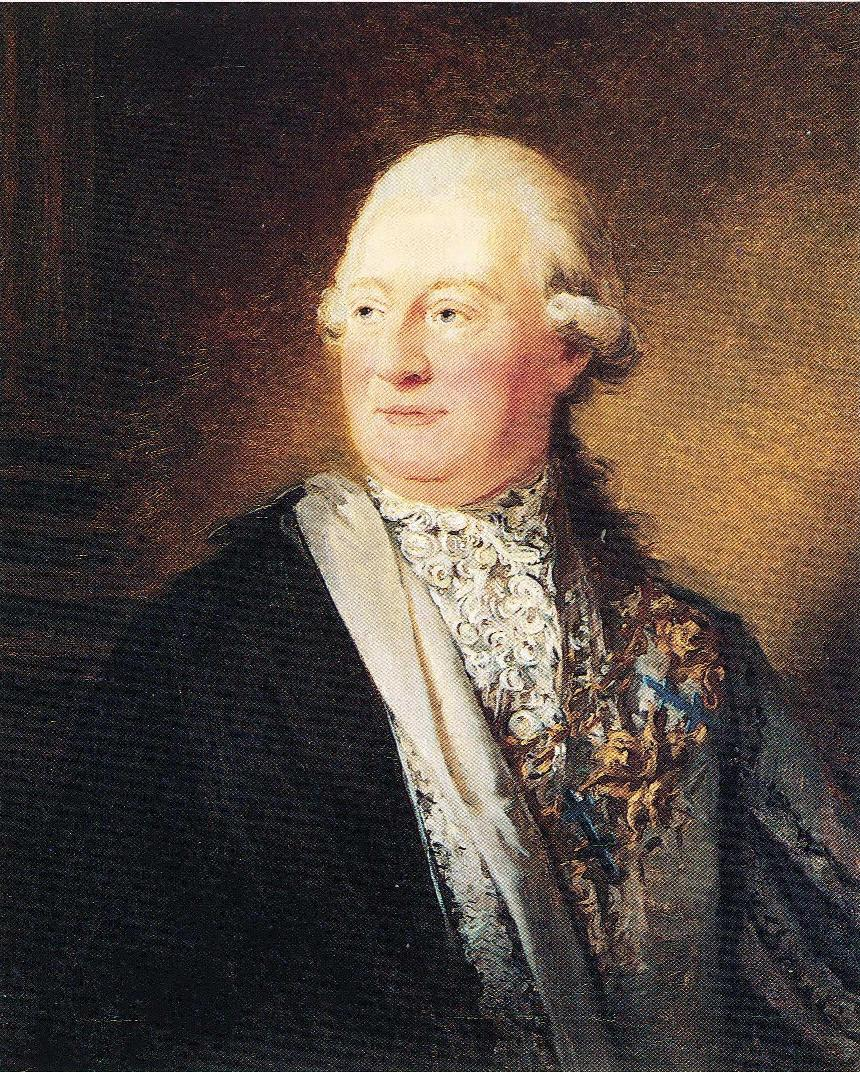
Граф Carl Adam Wachtmeister, портрет работы Керстин Кардон

Начальное художественное образование Керстин получила у своего отца. Затем обучалась  в 1864—1871 годах в Королевская академия свободных искусств. После учёбы посетила Европу, побывав в Париже, Мюнхене, Лондоне, Вене, а также в Италии и Нидерландах.
Наряду с профессиональной художественной деятельностью Кардон была преподавателем рисования на Высшей семинарии для учителей (Высший педагогический семинар) в Стокгольме. С 1875 по 1911 год она руководила собственной школой живописи, в числе её учеников были Анна Биллинг и Харриет Лёвенхельм.
Среди работ художницы имеются портреты шведских королей Оскара II и Густава V, а также шведского путешественника Свена Гедина. Картины Керстин Кардон представлены в Художественном музее Мальмё и в Национальный музей Швеции.
Умерла 5 января 1924 года в Стокгольме. Была похоронена на Северном кладбище Стокгольма рядом со своими родственниками.